# Souraïde
Souraïde is een gemeente in het Franse departement Pyrénées-Atlantiques (regio Nouvelle-Aquitaine). De plaats maakt deel uit van het arrondissement Bayonne. Souraïde telde op 1 januari 2022 1.489 inwoners.

## Geografie
De oppervlakte van Souraïde bedroeg op 1 januari 2022 16,86 vierkante kilometer; de bevolkingsdichtheid was toen 88,3 inwoners per km².

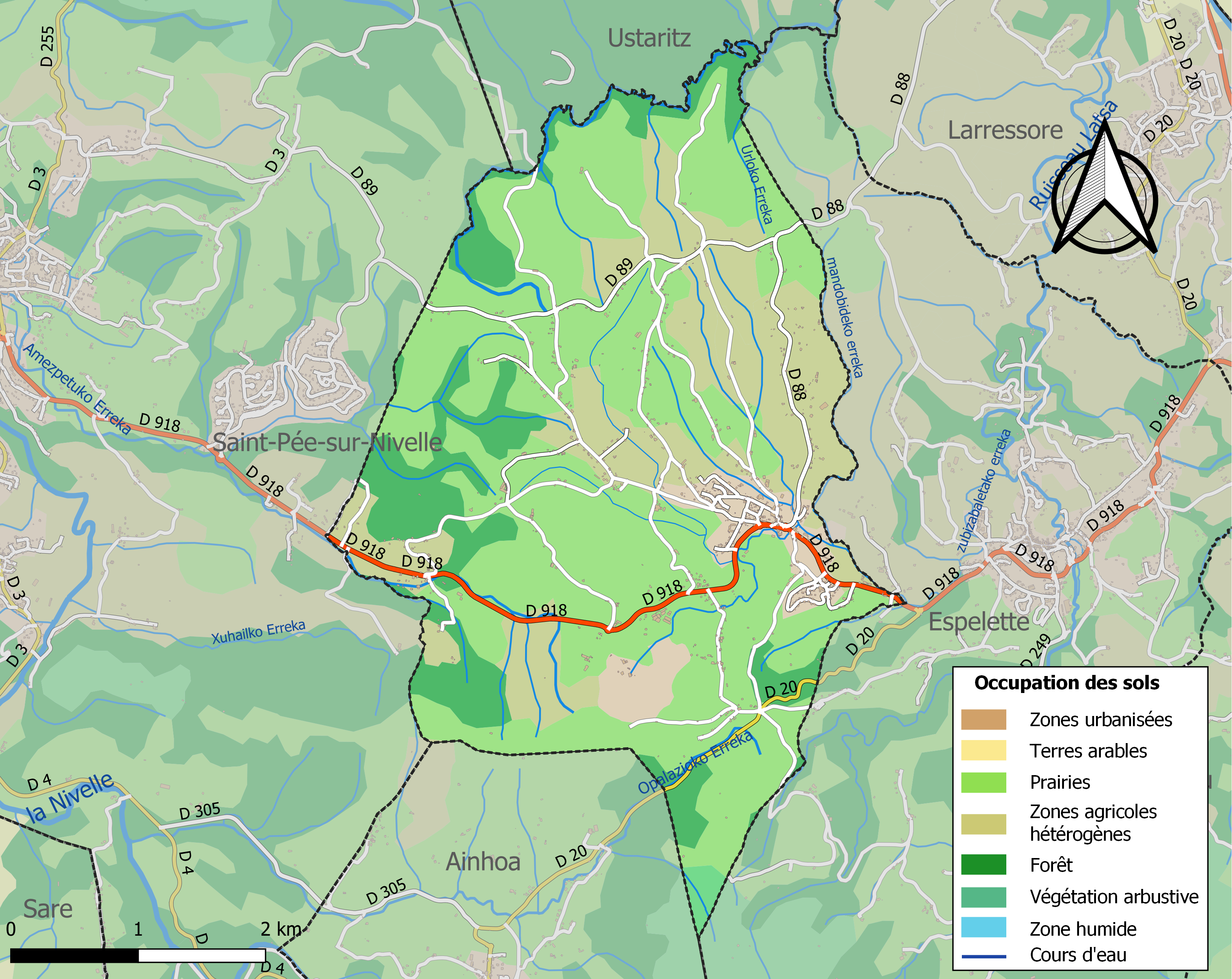
Kaart van de gemeente met de belangrijkste infrastructuur, bodemgebruik en omliggende gemeenten

## Demografie
Onderstaande figuur toont het verloop van het inwonertal (bron: INSEE-tellingen).

## Afbeeldingen

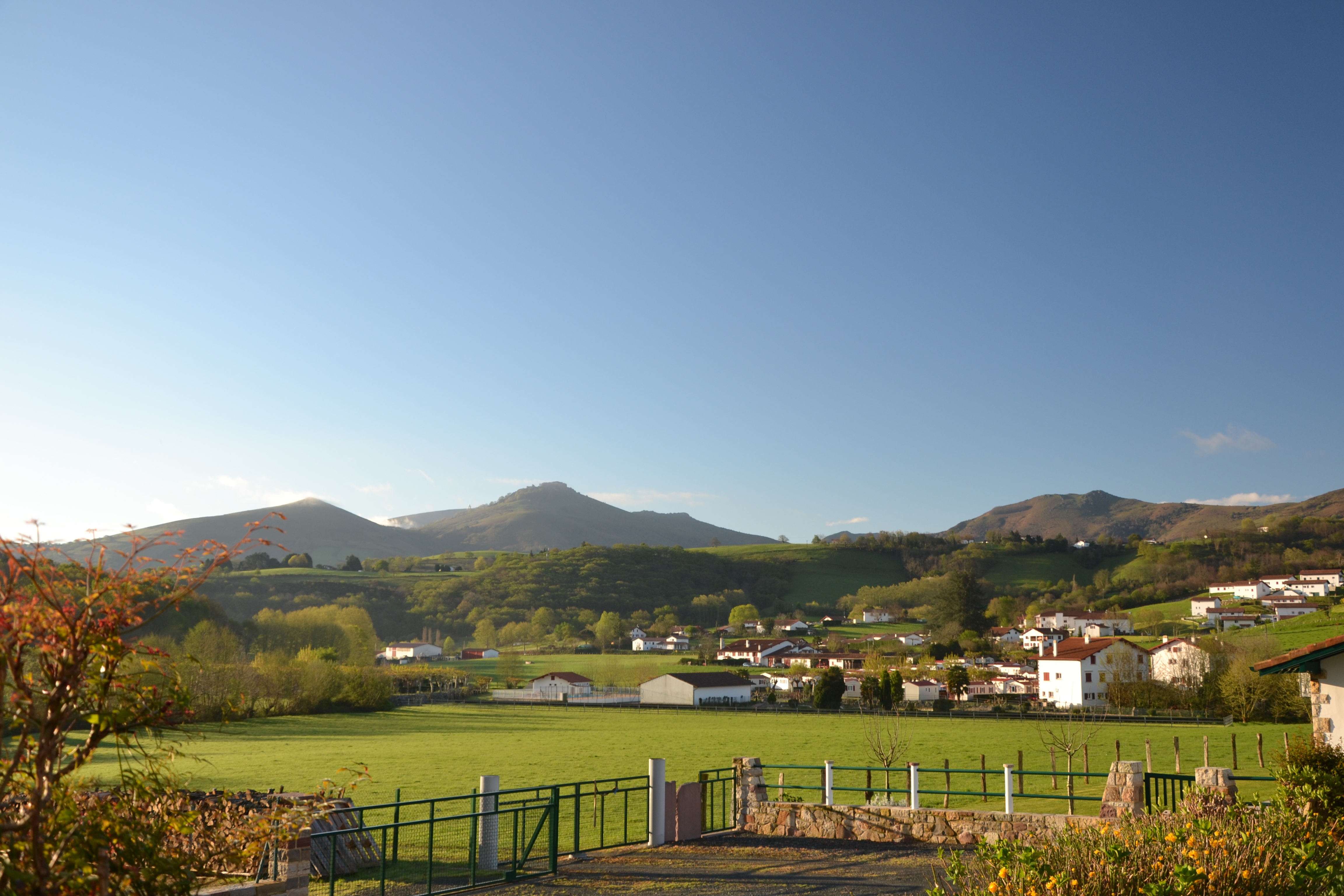
Gezicht op Souraïde
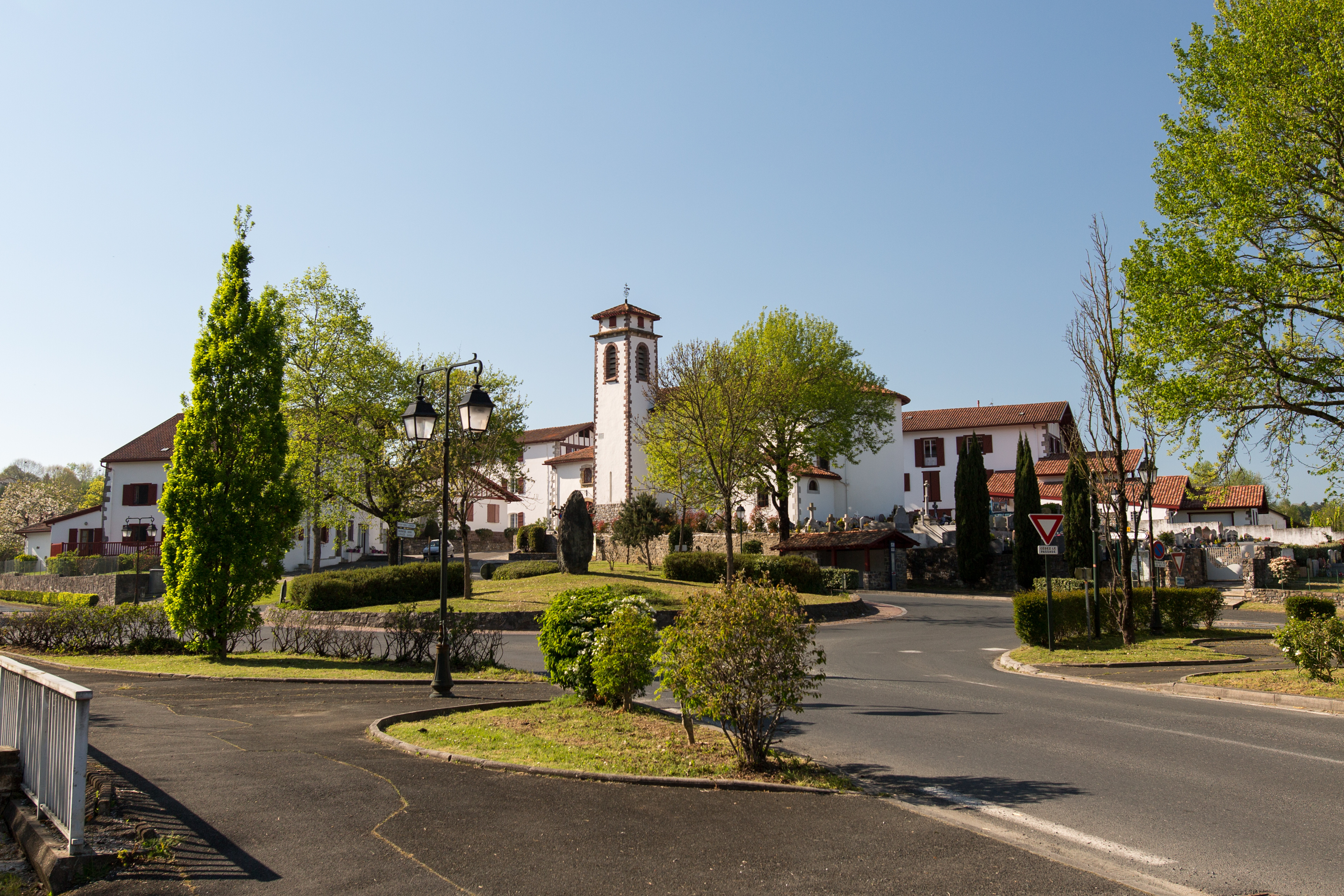
Centrum